# Vila Soeiro
Vila Soeiro é uma povoação portuguesa do Município da Guarda que foi sede da extinta Freguesia de Vila Soeiro, freguesia que tinha 5,63 km² de área e 41 habitantes (2011), e, por isso, uma densidade populacional de 7,3 hab/km².
A Freguesia de Vila Soeiro foi extinta (agregada) pela reorganização administrativa de 2012/2013, sendo o seu território integrado na União de Freguesias de Mizarela, Pero Soares e Vila Soeiro com sede em Mizarela.
Com uma altitude de 580 metros, as suas habitações tradicionais em granito têm uma feição marcadamente rural.

## História
No passado chamou-se Vila Soeiro da Serra (Villa Soeyro da Serra).
A antiga freguesia de Sant'Ana de Vila Soeiro, no termo da vila de Linhares, era curato da apresentação do bispo ou da apresentação do prior da Mizarela.

## Património
- Capela de São Pedro de Verona[6]

## População
| População da freguesia de Vila Soeiro | População da freguesia de Vila Soeiro | População da freguesia de Vila Soeiro | População da freguesia de Vila Soeiro | População da freguesia de Vila Soeiro | População da freguesia de Vila Soeiro | População da freguesia de Vila Soeiro | População da freguesia de Vila Soeiro | População da freguesia de Vila Soeiro | População da freguesia de Vila Soeiro | População da freguesia de Vila Soeiro | População da freguesia de Vila Soeiro | População da freguesia de Vila Soeiro | População da freguesia de Vila Soeiro | População da freguesia de Vila Soeiro |
| ------------------------------------- | ------------------------------------- | ------------------------------------- | ------------------------------------- | ------------------------------------- | ------------------------------------- | ------------------------------------- | ------------------------------------- | ------------------------------------- | ------------------------------------- | ------------------------------------- | ------------------------------------- | ------------------------------------- | ------------------------------------- | ------------------------------------- |
| 1864                                  | 1878                                  | 1890                                  | 1900                                  | 1911                                  | 1920                                  | 1930                                  | 1940                                  | 1950                                  | 1960                                  | 1970                                  | 1981                                  | 1991                                  | 2001                                  | 2011                                  |
| 227                                   | 229                                   | 230                                   | 262                                   | 262                                   | 263                                   | 222                                   | 281                                   | 250                                   | 210                                   | 77                                    | 95                                    | 65                                    | 58                                    | 41                                    |

Por idades em 2001 e 2011			

| 0-14 anos | 15-24 anos | 25-64 anos | 65 e + anos |
| 2 \| 0    | 1 \| 0     | 23 \| 12   | 32 \| 29    |
|           |            | -48%       | -9%         |